# Robert Hartford-Davis
Pour les articles homonymes, voir Robert Davis (homonymie), Hartford et Davis.
Robert Hartford-Davis est un réalisateur et producteur britannique, né le 23 juillet 1923 et mort d'un infarctus du myocarde le 12 juin 1977 à Beverly Hills, Los Angeles (États-Unis d'Amérique).
Il fut parfois crédité en tant que Michael Burrowes et Robert Hartford.

## Filmographie
- 1956 : I'm Not Bothered (série télévisée)
- 1960 : Police Surgeon (en) (série télévisée)
- 1962 : Crosstrap (en)
- 1963 : L'École de l'amour (en) (The Yellow Teddybears)
- 1964 : Le Spectre maudit (The Black Torment)
- 1964 : Papillons de nuit (Saturday Night Out)
- 1965 : Gonks Go Beat (en)
- 1966 : The Sandwich Man
- 1967 : Carnage (en) (Corruption)
- 1969 : Coupable en permanence (en) (The Smashing Bird I Used to Know ou School for Unclaimed Girls)
- 1971 : Nobody Ordered Love (en)
- 1971 : Suceurs de sang (Incense for the Damned)
- 1972 : The Fiend
- 1972 : Gunn la gâchette (Black Gunn)
- 1974 : Le Pot-de-vin (en) (The Take)
- 1977 : Dog and Cat (en) (série télévisée)